# Ердоган Єшілюрт
Ердоган Єшілюрт (тур. Erdoğan Yeşilyurt, нар. 6 листопада 1993, Ойскірхен, Німеччина) — німецький футболіст турецького походження, вінгер турецького клубу «Антальяспор».

## Ігрова кар'єра
Займатися футболом Ердоган Єшілюрт почав у своєму рідному місті Ойскірхен. Граючи за молодіжні клубні команди футболіст став кращим бомбардиром свого турніру. У 2010 році він перейшов до ФК «Боннер», в складі якого грав в молодіжній Бундеслізі. І саме там Ердоган перекваліфікувався з нападника в півзахисника.
1 вересня 2012 року Єшілюрт дебютував на професійному рівні в турнірі Ліга 3 в складі «Армінії». Другу поливну сезону футболіст провів, граючи в оренді в клубі Регіональної ліги «Айнтрахт» (Трір). Наступний сезон він провів також у Лізі 3 в клубі «Дуйсбург». 
У 2014 році Єшілюрт перебрався до Туреччини, де приєднався до клубу «Алтинорду», який нещодавно вийшов до Першої ліги Туреччини. В клубі футболіст провів чотири сезони. Після чого на правах вільного агента перейшов до клубу Суперліги «Сівасспор», в складі якого дебютував також в матчах єврокубків. В травні 2022 року Єшілюрт разом з клубом вперше виграв Кубок Туреччини.
Влітку 2023 року Єшілюрт перейшов до клубу «Антальяспор».

## Титули
Сівасспор
 Переможець Кубка Туреччини: 2021/22